# Steeven Langil
Steeven Langil (Fort-de-France, Martinica, 4 de marzo de 1988) es un futbolista francés que juega de centrocampista en el Sisaket United F. C. de la Liga de Tailandia.

## Clubes
| Club                    | País         | Año       |
| ----------------------- | ------------ | --------- |
| Nîmes Olympique         | Francia      | 2006-2007 |
| A. J. Auxerre           | Francia      | 2007-2013 |
| → S. M. Caen            | Francia      | 2009-2010 |
| → Valenciennes F. C.    | Francia      | 2011      |
| → C. S. Sedan Ardennes  | Francia      | 2011-2012 |
| E. A. Guingamp          | Francia      | 2013-2014 |
| Royal Mouscron-Péruwelz | Bélgica      | 2014-2015 |
| Waasland-Beveren        | Bélgica      | 2015-2016 |
| Legia de Varsovia       | Polonia      | 2016-2017 |
| → Waasland-Beveren      | Bélgica      | 2017      |
| NEC Nimega              | Países Bajos | 2017-2018 |
| Ratchaburi F. C.        | Tailandia    | 2018-2022 |
| Uthai Thani F. C.       | Tailandia    | 2023      |
| Khon Kaen United F. C.  | Tailandia    | 2023-2024 |
| Kasetsart F. C.         | Tailandia    | 2024      |
| Khon Kaen United F. C.  | Tailandia    | 2025      |
| Sisaket United F. C.    | Tailandia    | 2025-     |

## Palmarés

### Títulos nacionales
| Título          | Club              | País    | Año     |
| --------------- | ----------------- | ------- | ------- |
| Ligue 2         | S. M. Caen        | Francia | 2009-10 |
| Copa de Francia | E. A. Guingamp    | Francia | 2013-14 |
| Ekstraklasa     | Legia de Varsovia | Polonia | 2016-17 |